# Amenemhet II.
Amenemhet II. (řecky: Ammenemés) byl egyptským faraonem 12. dynastie. Vládl přibližně v letech 1878–1843 př. n. l. Na trůnu vystřídal svého otce Senusreta I.

## Vláda
O vládě Amenemheta II. toho nevíme příliš mnoho. S největší pravděpodobností, stejně jako všichni ostatní králové 12. dynastie, sídlil v Ictaueji, dle Manehta zemřel stejně jako jeho děd, Amenemhet I. Měli jej dle návodu jedné z manželek zavraždili eunuchové z jeho harému. Jisté je jen to, že podnikl několik vojenských výprav, které směřovaly především do dnešní Sýrie a Palestiny.

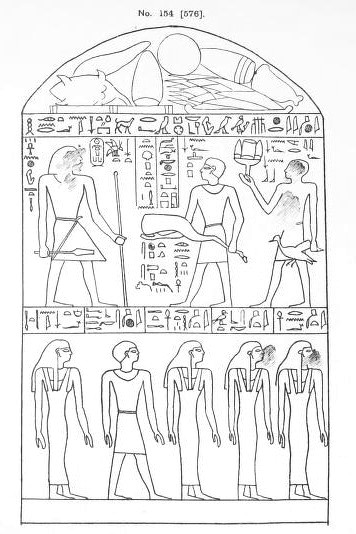
Stéla z období vlády Amenenheta II.; služebníci přinášejí faraonovi obětiny

## Králova hrobka
Pyramida Amenemheta II. se nachází u Dahšúru, kde se v té době již nacházely dvě pyramidy krále Snofrua ze 4. dynastie. Je postavena z malých kamenných kvádrů, čímž se odlišil od ostatních vládců 12. dynastie, kteří si je nechali vybudovat z cihel. Základna Amenemhetovy pyramidy měla čtvercový půdorys o straně délky 105 metrů, dosahovala výšky přibližně 65 metrů. Za pyramidou, na západní straně, která je dnes celkem dobře zachovalá, se nachází také trosky zádušního chrámu, ohradní zdi a mimo jiné několika hrobek, které patřily královým manželkám a dcerám Ita, Khnemet, Itituret, Sithathormeret a synovi Amenemhetankh. V komorách hrobek princezen Ity a Chnumity našel francouzský archeolog Jacques de Morgan (výzkumy v letech 1894–1895) bohatou pohřební výbavu. Hrobka samotného krále byla i přes velmi složitý chodbový labyrint, a tedy relativně dobré zabezpečení, byla vykradena již ve starověku.